# أوفيليو
أوفيليو (بالإيطالية: Oviglio)‏ هي بلدية في مقاطعة ألساندريا في إقليم بييمونتي في إيطاليا.

## السكان
في سنة 1861 بلغ عدد السكان 2٬926 نسمة، وتطور العدد ليصل في سنة 2011 لـ 1٬319 نسمة.
يظهر هذا المخطط البياني تطور النمو السكاني لـ أوفيليو

## أعلام
- جيوفاني ريتشي